# Ftiotida
Ftiotida (greacă Φθιώτιδα / Phtiotida) este o prefectură greacă, în periferia Grecia Centrală. Reședința sa este Lamia.

## Municipalități și comunități
| Municipalitate            | Cod YPES | Reședință (dacă e diferită) | Cod poștal |
| ------------------------- | -------- | --------------------------- | ---------- |
| Agios Georgios Tymfristou | 4901     |                             | 350 17     |
| Agios Konstantinos        | 4902     |                             | 350 06     |
| Amfikleia                 | 4903     |                             | 350 02     |
| Atalanti                  | 4904     |                             | 352 00     |
| Dafnousia                 | 4906     | Livanates                   | 350 07     |
| Domokos                   | 4907     |                             | 350 10     |
| Echinaioi                 | 4909     | Raches                      | 353 00     |
| Elateia                   | 4908     |                             | 350 04     |
| Gorgopotamos              | 4905     | Moschochori                 | 351 00     |
| Kamena Vourla             | 4911     |                             | 350 08     |
| Lamia                     | 4912     |                             | 351 00     |
| Leianokladi               | 4913     |                             | 351 00     |
| Makrakomi                 | 4914     |                             | 350 11     |
| Malesina                  | 4915     |                             | 350 01     |
| Molos                     | 4916     |                             | 350 09     |
| Opountia                  | 4918     | Martino                     | 350 05     |
| Pelasgia                  | 4920     |                             | 350 13     |
| Spercheiada               | 4921     |                             | 350 03     |
| Stylida                   | 4922     |                             | 353 00     |
| Thessaliotida             | 4910     | Nea Monastirio              | 351 00     |
| Tithorea                  | 4923     | Kato Tithorea               | 350 15     |
| Xyniada                   | 4917     | Omvriaki                    | 350 10     |
| Ypati                     | 4925     |                             | 350 16     |
| Comunitate                | Cod YPES | Reședință (dacă e diferită) | Cod poștal |
| Pavliani                  | 4919     |                             | 351 00     |
| Tymfristos                | 4924     |                             | 350 17     |